# Ippolito Rosellini
Ippolito Rosellini (Pisa, 13 agosto 1800 – Pisa, 4 giugno 1843) è stato un egittologo italiano.

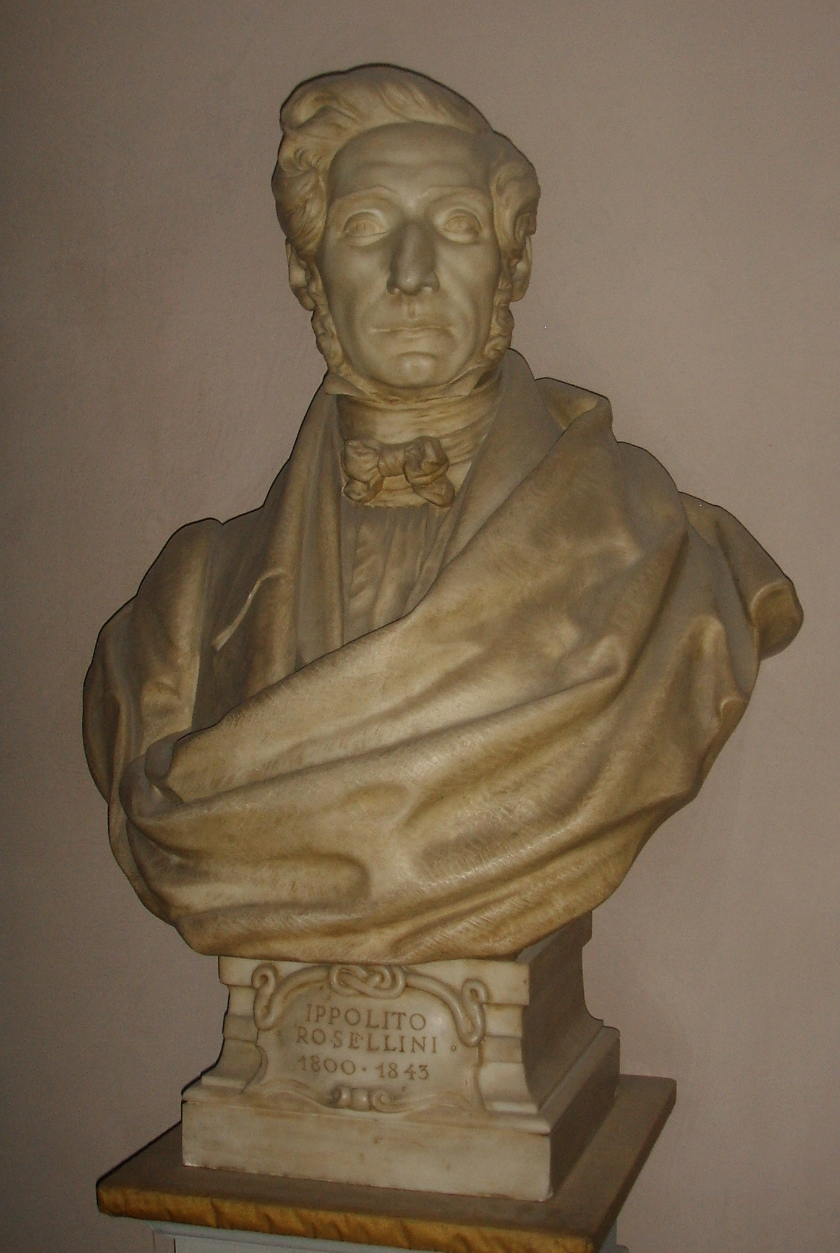
Busto di Rosellini, al Museo archeologico di Firenze

È considerato unanimemente il fondatore dell'egittologia italiana.

## Biografia
Niccola Francesco Ippolito Baldassarre Rosellini nacque in Pisa da Giovambattista, commerciante originario di Pescia, e da Angiola Biagetti. Il 5 giugno 1821 conseguì la laurea in discipline teologiche presso l'Università di Pisa e, dopo tre anni di perfezionamento presso l'ateneo bolognese, dal 24 ottobre 1824 ricoprì la cattedra di lingue e culture orientali a Pisa e viene considerato il fondatore degli studi di Egittologia in Europa, per lui fu infatti creata presso lo Studio di Pisa la cattedra di Egittologia.
Il 30 ottobre 1827 a Parigi sposò Zenobia Cherubini, figlia di Luigi, dalla quale ebbe quattro figli.
Nel 1828-1829 diresse, insieme al grande egittologo francese Jean-François Champollion, la celebre spedizione franco-toscana in Egitto e Nubia: la straordinaria quantità di reperti rinvenuta venne divisa equamente, secondo gli accordi, tra i due soggetti finanziatori dell'impresa archeologica, ovvero il re di Francia e il Granducato di Toscana, andando così a costituire i nuclei principali ed originari delle raccolte d'arte egizia rispettivamente del Louvre di Parigi e del Museo Egizio di Firenze, in seguito arricchite, tuttavia, anche da altre donazioni.
Facevano parte della spedizione Alessandro Ricci, Giuseppe Angelelli, Nestor L'Hote, Salvatore Cherubini, Alexandre Duchesne, Albert Bertin, Pierre Lehoux, Charles Lenormant, Antoine Bibent, Giuseppe Raddi, Gaetano Galastri e Gaetano Rosellini, zio di Ippolito. Essi conobbero in Egitto l'esploratore ed egittologo Giuseppe Acerbi, console generale d'Austria in Egitto, col quale Rosellini resterà in contatto epistolare.
Dalla spedizione africana Rosellini, fortemente interessato anche agli aspetti antropologici e ai problemi umanitari del continente, condusse con sé a Firenze anche una ragazzina nubiana, che acquistò presso un mercato di schiavi al fine di liberarla. Fu da lui ribattezzata Nadezhda, ovvero Speranza; è attualmente sepolta presso il Cimitero degli inglesi della città. Di questa missione rimane il "Giornale della spedizione franco - toscana in Egitto negli anni 1828 - 1829", edito per la prima volta a cura di G. Gabrieli nel 1911 per la Società Geografica Italiana e edito nuovamente in anastatica dal Gruppo Culturale "Ippolito Rosellini" associazione culturale pisana che opera nel settore della tutela, studio e divulgazione dal Patrimonio e che cura la memoria del grande egittologo; l'edizione in anastatica è del 1994. Per la morte prematura di Champollion, Ippolito Rosellini rimase l'unico in grado di elaborare i dati scientifici raccolti in Egitto e quindi dal 1827 Rosellini fu impegnato nella pubblicazione, a Pisa, del suo principale contributo alla scienza egittologica, ovvero i Monumenti dell'Egitto e della Nubia, poderosa opera finanziata dal Granduca di Toscana Leopoldo II, in nove volumi, arricchita poi da tre volumi destinati ad accogliere interamente riproduzioni grafiche a colori dei monumenti civili, storici e religiosi osservati direttamente in Egitto. Mentre compiva l'opera e propagava la sua Scienza attraverso l'insegnamento, fu direttore della Biblioteca Universitaria di Pisa, dove incrementò gli acquisti di libri in ogni settore dello scibile, aprì tre sale di lettura riscaldate (accessibili anche di sera e chiuse solo nelle feste comandate) e istituì il libero prestito dei libri.
Morì prematuramente il 4 giugno 1843 a Pisa, dove venne sepolto presso il Camposanto monumentale del Duomo, che accoglie le spoglie di molti altri docenti del prestigioso ateneo cittadino.

## Omaggi
- A Pisa e a Milano gli è stata dedicata una via.

## Opere
- Ippolito Rosellini, I monumenti dell'Egitto e della Nubia Volume 1 - Parte 1, Presso N. Capurro ec., 1832, originale alla University of Michigan (disponibili anche gli altri volumi)